# Twilight (série de livros)
Twilight é uma série de livros de fantasia romântica sobre vampiros escrita pela autora estadunidense Stephenie Meyer. A série consiste em quatro livros principais, dois adicionais e uma novela. Lançados anualmente de 2005 a 2008, os títulos principais retratam os últimos anos da adolescência de Bella Swan, uma garota que se muda de Phoenix, Arizona, para Forks, Washington e se apaixona por Edward Cullen, um vampiro de 104 anos. A série é contada principalmente do ponto de vista de Bella, com o epílogo de Eclipse e a segunda parte de Amanhecer sendo contados do ponto de vista do personagem Jacob Black, um lobisomem. Uma novela, A Breve Segunda Vida de Bree Tanner, que conta a história de uma vampira recém-nascida que apareceu em Eclipse, foi publicada em 2010. The Twilight Saga: The Official Illustrated Guide, uma referência enciclopédica definitiva com quase 100 ilustrações coloridas, foi lançada nas livrarias em 2011. Em 2015, Meyer publicou um novo romance em homenagem ao 10º aniversário da série, Vida e Morte: Crepúsculo Reimaginado, com os gêneros dos protagonistas originais trocados. Sol da Meia-Noite, uma releitura do primeiro livro, Crepúsculo, do ponto de vista de Edward Cullen, foi publicado em 2020. 
Desde o lançamento do primeiro título, Crepúsculo (2005), os livros ganharam imensa popularidade e sucesso comercial em todo o mundo. A série é mais popular entre os jovens adultos; os quatro livros principais ganharam diversos prêmios, com destaque para o British Book Award de Livro Infantil do Ano de 2008 por Amanhecer, enquanto a série como um todo ganhou o Kids' Choice Award de Livro Favorito de 2009.
Em agosto de 2020, a série já havia vendido mais de 160 milhões de cópias em todo o mundo, com traduções para 49 idiomas diferentes. Os quatro livros principais da série estabeleceram recordes consecutivos como os romances mais vendidos de 2008 na lista de livros mais vendidos do USA Today e passaram mais de 235 semanas na lista de mais vendidos do The New York Times para livros de séries juvenis.
Os romances foram adaptados para a série de filmes desenvolvidos pela Summit Entertainment. As adaptações cinematográficas dos três primeiros livros foram lançadas em 2008, 2009 e 2010, respectivamente. O quarto livro foi adaptado em dois filmes, o primeiro em 2011 e o segundo em 2012. Uma série animada baseada em Sol da Meia-Noite também está em desenvolvimento pela Netflix. 

## Enredos

### Crepúsculo
Isabella Swan, 17 anos, nunca havia vivido grandes emoções em sua vida. Sendo uma jovem extremamente responsável, tímida e introspectiva, decide mudar-se da calorosa cidade de Phoenix, no Arizona, para a chuvosa Forks, uma pequena cidade no interior de Washington, depois que sua mãe decide casar-se novamente. É ali que Bella irá morar com seu pai, Charlie, e é em sua nova escola que conhece os Cullen, cinco intrigantes jovens de uma beleza desumana. É neste mistério que caracteriza a família, que Bella se vê atraída pelo misterioso Edward Cullen, um garoto de supostos 17 anos, pálido e de cabelos cor de bronze que mostrará um novo universo a Bella, transformando completamente o rumo da sua vida. Edward trata-se de um vampiro, que acaba por se apaixonar por Bella enquanto controla e resiste a um dos seus maiores desejos, provar o sangue de Bella que, segundo ele, exala o odor mais atrativo que já sentiu. No entanto, ao contrário dos outros vampiros, os Cullen controlam-se para só se alimentar de sangue animal, sendo considerados "vegetarianos" no seu meio. 
É então que James, um vampiro obcecado por caçadas, que, juntamente com o seu grupo composto por ele, Victoria e Laurent foi o culpado de inexplicáveis homicídios, se determina a matá-la, uma vez que não resiste ao cheiro do seu sangue. Ela despede-se de Charlie e vai para a cidade de Phoenix, tudo muito cuidadosamente para não serem rastreados por James.
Bella vai com Alice e Jasper para Phoenix, enquanto Rosalie e Esme ficam para despistar Victoria (a vampira que acompanhava James) e Carlisle, Emmett e Edward vão atrás deste, para tentar matá-lo. Enquanto Bella está em Phoenix, Alice tem uma visão com a casa da mãe de Bella e o estúdio de balé onde Bella tinha aulas com 7 anos ou 8 anos. Bella, sem que eles percebam, recebe um telefonema que a faz pensar que o inimigo capturou a sua mãe, e isso faz com que ela fuja para ir ao encontro de James. A fuga acontece no aeroporto, enquanto Bella, Alice e Jasper esperam por Edward e Carlisle. Ela vai ao encontro de James. James, que por sua vez não havia capturado a mãe de Bella, a tortura e por pouco não a mata. James a morde, mas Edward aparece para salvar Bella. Enquanto Edward trava uma luta mortal com James, Bella fica inconsciente e começa a se transformar em vampira. Quando ela acorda, está no hospital e Edward Cullen conta que teve que sugar o veneno de seu sangue, e que se fosse um pouco mais tarde agora ela seria um deles. Porém, Bella deseja tornar-se uma vampira para viver a eternidade com Edward, mas ele se recusa a transformá-la.

### Lua Nova
É 13 de Setembro, um dos dias mais temidos por Bella, por ser seu aniversário. Ela detesta este dia porque completa 18 anos, o que a deixa diferente de Edward. Contra a sua vontade, Alice Cullen prepara uma festa na mansão dos Cullen's. Ao abrir um presente, Bella corta-se acidentalmente com o papel e Jasper, o vampiro com mais dificuldade em se conter ao cheiro de sangue, não consegue evitar e tenta atacá-la. É por esse motivo que Edward e sua família vão embora de Forks; ele teme que esteja colocando a vida dela em perigo. Bella entra em uma depressão profunda por vários meses depois que ele parte, até que ela desenvolve uma forte amizade com Jacob Black, que mais tarde se revela um lobisomem. Jacob e os outros lobisomens da alcateia devem protegê-la de Victoria, uma vampira má que pretende se vingar de Edward matando Bella, por ele ter acabado com James. Com os acontecimentos, descobre que quando está em perigo, ou quando sente adrenalina, escuta a voz de Edward, que ela julga ser uma alucinação, falando dentro de sua cabeça. Para nunca esquecer a voz dele, envolve-se em perigosas atividades, como pilotar motos. Procurando pelo perigo, Bella se atira de um penhasco e quase se afoga no mar, mas é salva por Jacob.  Alice vê Bella atirar-se do penhasco e Edward pensa que Bella está realmente morta. Desesperado, ele decide então acabar com sua existência, apelando para os Volturi, um grupo que representa espécie de "realeza" entre os vampiros e aplica "leis" para manter sua espécie em segredo. Ele vai à cidade de Volterra na Itália, procurando pelos Volturi, mas Bella o detém. Eles se encontram com os Volturi antes de retornarem para Forks e Aro, seu líder, demonstra um interesse especial em Bella por ter sua alma impenetrável e, considerando que seu conhecimento sobre os vampiros pode colocar sua espécie em perigo, exige que ela seja morta ou transformada em vampira também. Alice consegue enganar Aro mostrando-o a partir de uma visão, que Bella será uma vampira em breve. Aro então liberta os Cullen, com a certeza que Bella será transformada. Edward pede Bella em casamento.

### Eclipse
Estranhas mortes acontecem em Seattle, uma cidade perto de Forks, e os Cullen acreditam ser causadas por um exército de vampiros "recém-criados". Edward está mais alerta que nunca com relação à segurança de Bella. Enquanto os Cullen vêem este problema como uma desculpa para receberem uma visita dos Volturi, Bella preocupa-se mais em escolher entre a sua amizade com Jacob Black (permanecendo humana, mas entregue ao castigo dos Volturi por ser a única humana a saber sobre a existência de vampiros) e o amor que sente por Edward (sendo transformada em uma vampira). Sabe que se fosse transformada iria originar uma batalha entre lobisomens e vampiros, já que os Cullen haviam se comprometido com os Quileutes a não morder nenhum ser humano, pondo a sua nova família e os seus antigos amigos em risco. Bella desconfia de que Victoria é a criadora dos recém-criados e, posteriormente, descobre que estava certa. Edward pede Bella em casamento. Uma batalha para proteger Bella começa. Os lobisomens aliam-se aos Cullen e Victoria é assassinada após uma luta por Edward Cullen. Os Volturi aparecem e Carlisle garante para eles que a transformação de Bella em uma vampira acontecerá em breve.

### Amanhecer
O casal Bella e Edward se casam e passam a lua-de-mel em uma ilha do Atlântico, chamada de "Ilha de Esme", localizada próxima a cidade do Rio de Janeiro, mas eles voltam repentinamente em segredo para a cidade de Forks, pois Bella descobre que está grávida. Edward tem medo de que a criatura mate Bella, e não quer que o bebê nasça, e deseja que o médico Carlisle Cullen faça um aborto. Mas Bella, no entanto, quer ter a criança a todo custo. Então pede ajuda a Rosalie e ela cuida para que ninguém ouse abortar o bebê de Bella durante a gravidez. O bebê representa uma "ameaça" para os lobisomens do bando dos Quileutes, pois não sabem que tipo de criatura irá nascer e que tipo de perigo representará a população da cidade de Forks, com uma provável sede por sangue incontrolável. A alcateia dos Quileutes, planeja destruí-la antes que ela nasça, e consequentemente, assassinar Bella no processo. Jacob não aceita isso e fica contra a alcateia. O bebê acaba por machucar Bella apenas por se mexer, a medida que a gestação avança, e logo os Cullen descobrem que devem alimentar Bella com sangue humano para que a criança se alimente, e não drene o sangue da mãe, e ela segue a instrução. A gestação dura pouquíssimo tempo, a criança nasce, mas Bella não resiste, mesmo Edward a mordendo e por injeções injetando o seu veneno, só depois, Bella começa a se transformar em uma vampira. Ela descobre que pode controlar os seus desejos por sangue humano melhor do que se esperava de um vampiro recém-criado. A criança é uma menina saudável, diferente do que Bella pensava, e recebe o nome de Renesmee Carlie Cullen, sendo o primeiro nome a junção dos nomes Renée Dwyer e Esme Cullen, enquanto que o segundo a junção dos nomes de Carlisle Cullen e Charlie Swan. E não o nome de "EJ", junção dos nomes Edward Cullen e Jacob Black, como foi inicialmente cogitado. Jacob não aguenta ouvir Emmett e Rosalie falando a todo momento sobre se mudar de Forks e percebe que o maior problema é Charlie Swan. Sendo assim, conta ao pai de Bella, sobre o mundo sobrenatural. Bella pede a Jacob que não o conte todos os detalhes, só o necessário. Jacob sofre imprinting com Renesmee (que é algo mais forte que o amor entre almas gêmeas, que ele descreve "como se o centro de gravidade deixa-se de ser a Terra e passa-se a ser Renesmee", no caso dele). Alice tem uma visão que os Volturi estão vindo para matar Renesmee, acreditando que ela era uma criança vampira (algo estritamente proibido), por causa do depoimento de Irina Denali. Após deixar um bilhete para a família Cullen através de Sam Uley com uma mensagem secreta apenas para Bella descobrir no livro "The Merchant of Venice", Alice vai embora com Jasper logo depois. Seguindo as instruções deixadas por Alice, Bella procura em segredo pelo advogado e falsificador de documentos Jason "J" Jenks na cidade de Seattle. Enquanto que Carlisle, Esme, Rosalie e Emmett viajam para chamarem todos os vampiros que conhecem no mundo, com a intenção de fazer os Volturi pararem para ouvir a real explicação da origem biológica incomum de Reneesme. Todos esperam na mansão Cullen na cidade de Forks até que os Volturi chegam. Bella descobre que tem o poder de criar um escudo em volta de si, e protege a família e amigos durante o confronto. Irina é destruída e queimada por Caius, que não aceitava que não houvesse batalha. Quando os Cullen, seus amigos, os Lobisomens de Quileutes e os Volturi estão frente a frente e a batalha parece iminente, a Alice aparece ao lado de Jasper Hale, trazendo outro nascido meio-vampiro-meio-humano chamado Nahuel da América do Sul, para provar que não há problema em deixar Renesmee viver. Os Volturi então, com um pouco de relutância, vão embora. Sendo que Bella Swan e Edward ficam felizes e muito apaixonados com a sua filha Renesmee.

## Personagens principais
- Bella Swan - É a protagonista da série, que é contada  a partir de seu ponto de vista. Sua vida passa por uma grande mudança quando ela se apaixona pelo vampiro Edward Cullen. Bella tem um estranho "escudo" em sua mente, que impossibilita os dons que os vampiros exercem sobre mentes (como ler pensamentos, e como o dom de Jane Volturi, que cria uma sensação de uma dor muito profunda no corpo da vítima). No último livro, casa-se com Edward, e engravida. Sua gestação é perigosa e curta. Depois do parto, torna-se vampira, vista como uma "defensora". Para uma recém-criada, controla-se muito bem ao sangue humano. Descobre que pode criar um escudo a sua volta, e que, quando quiser pode retirar o "escudo" de sua mente, para que Edward possa ouvir seus pensamentos.
- Edward Cullen - é um vampiro que vive de sangue animal em vez de sangue humano. Ele vive com um clã de vampiros conhecido como a família Cullen. Edward tem o dom de ler mentes, podendo ouvir os pensamentos de qualquer um a alguns metros de distância; porém, ele só pode ouvir o que a pessoa está pensando no momento. Bella é a única imune a essa habilidade, graças ao seu escudo mental. Foi o primeiro humano a ser transformado em vampiro por Carlisle, em 1918 (com 17 anos), quando estava sofrendo de gripe espanhola. Sua própria mãe, Elisabeth Masen, antes de morrer da doença, pediu para que Carlisle fizesse tudo "o que os outros não podiam fazer" para salvar seu filho, o que deixou o médico achando que Elisabeth sabia o que ele era na verdade. Tem grande respeito e admiração por Carlisle e Esme, e segundo ele mesmo, "não pensaria em duas pessoas melhores".
- Jacob Black - Um personagem secundário no primeiro livro, mas que ganha maior destaque nos livros seguintes. Em Twilight, é ele quem conta à Bella sobre as lendas quileutes e diz que, segundo as lendas, os Quileutes seriam descendentes de lobos, sendo então lobisomens e que os Cullen seriam vampiros, e diz ainda que lobisomens e vampiros são inimigos. Mesmo sem acreditar nessas histórias, Jake acaba violando o trato feito pelo lobisomem alfa Ephraim Black (seu ascendente) e Carlisle Cullen. Jake só passa a acreditar nas lendas quileutes quando ele mesmo se torna um lobisomem, em Lua Nova. Embora esteja apaixonado por Bella, ela inicialmente o vê apenas como seu melhor amigo. Depois de uma confusão de sentimentos em Eclipse, Jacob e Edward entram em atrito constante. Em muitos momentos porém, Jacob se posiciona ao lado da família Cullen por causa de Bella. Em Breaking Dawn, ele sofre imprinting  (que é mais forte que a atração de almas-gêmeas) com Renesmee (filha de Bella e Edward). Ele narra um terço de Breaking Dawn, o último livro da série.

## Ambientação
A história não decorre principalmente na cidade de Forks, em Washington onde Bella e o seu pai, Charlie vivem. Outras cidades em Washington aparecem brevemente na série ou são mencionadas, como Port Angeles, Olympia, Seattle e a comunidade de La Push, no Condado de Clallam. Alguns eventos do final de Crepúsculo acontecem na cidade de Phoenix no Arizona, onde Bella foi criada. A cidade de Volterra, na Itália, aparece em Lua Nova. Assim como a cidade de Jacksonville, na Flórida, é mencionada em Eclipse, quando Edward e Bella visitam a mãe dela, que se mudou para lá com seu marido. O México é pouco citado em "Lua Nova" e "Eclipse"; quando Jasper conta a Bella a história da sua transformação em vampiro. Já o Brasil é citado em "Lua Nova", quando Edward segue uma pista falsa de Victoria, e a cidade brasileira de Rio de Janeiro em "Amanhecer", quando Edward e Bella passam a lua-de-mel em uma ilha localizada próxima a cidade.

## Origem e publicação
A autora Stephenie Meyer disse que a ideia de Twilight veio de um sonho que ela teve em 02 de junho de 2003. O sonho era sobre uma garota humana e um vampiro que estava apaixonado por ela, mas também estava sedento de seu sangue. Baseada nesse sonho, ela escreveu a transcrição do que agora é o capítulo 13 do primeiro livro, intitulado Twilight. Ela nunca havia pensado em vampiros, e o sonho surpreendeu a ela própria. A autora chegou inclusive a dizer: "Não escolhi os vampiros. Eles me escolheram". Meyer continuou escrevendo a história a partir desse capítulo, até o fim. Apenas depois, escreveu o início de Twilight. Apesar de ter pouca experiência, em três meses ela havia transformado o sonho em um romance completo. Depois de escrever e editar o livro, ela assinou com a editora Little, Brown and Company por US$ 750 mil dólares, um montante elevado para a primeira publicação de um autor. A Megan Tingley, a editora que assinou com Meyer, disse que, na metade da leitura do manuscrito, ela percebeu que tinha um futuro bestseller nas mãos. O livro Twilight foi publicado primeiramente em 2005.
Depois do sucesso de Twilight, Meyer expandiu a história em uma série literária com mais três livros: New Moon (lançado em 2006), Eclipse (lançado em 2007) e Breaking Dawn (lançado em 2008). No total, os quatro livros que compõem a série venderam cerca de 150 milhões de cópias mundialmente, sendo mais de 5.200.000 milhões vendidos no Brasil.

## Estrutura e gênero
A série de livros de Twilight faz parte do gênero de ficção para todas as idades, fantasia e romance, embora Meyer categorize o seu primeiro livro, Twilight, como "suspense romance terror comédia". No entanto, ela afirmou que considera os seus livros como "romance mais do que qualquer coisa". A série explora o não ortodoxo romance entre a humana Bella e o vampiro Edward, assim como o triângulo amoroso entre a humana comum Bella, o vampiro Edward Cullen e Jacob Black, um lobisomem. Os livros evitam se aprofundar em sexo provocativo e drogas, porque, de acordo com Meyer, "Eu não acho que adolescentes precisem ler sobre sexo gratuito".

Os livros foram escritos em primeira pessoa, primeiramente do ponto de vista de Bella, mas, um terço do livro "Amanhecer" sendo narrado por Jacob Black. Quando perguntada sobre a estrutura do romance, Meyer descreveu sua dificuldade de identificar a premissa do livro em alguma categoria específica: 
"Eu tive tempos difíceis com isso. Porque se eu disser para alguém, 'Você sabe, é sobre vampiros', então imediatamente eles teriam sua imagem mental de como o livro é. E ele não é como os outros livros de vampiros por aí - os de Anne Rice e alguns que tenho lido. Não é o tipo de mundo obscuro e sombrio e sedento de sangue. Então quando você diz, 'É ambientado em uma escola secundária', várias pessoas imediatamente o colocam em outro grupo. É fácil classificar com descrições diferentes."
Os livros são baseados nos mitos dos vampiros, mas os vampiros de Twilight diferem em vários elementos dos vampiros típicos. Por exemplo, os vampiros de Twilight tem dentes fortes ao invés de caninos; eles brilham à luz solar, não queimam; e alguns deles tomam sangue animal no lugar do sangue humano. Meyer disse que seus vampiros diferem dos outros porque ela não se informou sobre o cânone dos vampiros, dizendo: 
"Quando soube que Twilight poderia ser publicado que comecei a pensar se meus vampiros eram muito iguais ou muito diferentes dos outros. Claro, eu estava muito aprofundada nos meus personagens para fazer mudanças… então eu não tirei as presas e os caixões e as outras coisas para distinguir meus vampiros; isso é apenas como eles chegaram para mim."

## Temas e inspiração
De acordo com a autora, seus livros são "sobre vida, não morte" e "amor, não luxúria". Cada livro da série é inspirado num clássico diferente da literatura: Crepúsculo, em Orgulho e Preconceito, de Jane Austen; Lua Nova, em Romeu e Julieta, de William Shakespeare; Eclipse, em Wuthering Heights, de Emily Brontë; e Amanhecer, em outras duas obras de Shakespeare: Sonho de Uma Noite de Verão e O Mercador de Veneza. Meyer também citou outros romances como inspiração para a saga, os quais incluem Jane Eyre, de Charlotte Brontë, e Anne of Green Gables de Lucy Maud Montgomery, além de dizer que o escritor Orson Scott Card é uma grande influência em sua escrita.
Outros temas incluem escolha e livre arbítrio. Meyer declarou que os livros são centrados na escolha Bella de como será a sua vida, e na escolha dos Cullen de se abster de drenar sangue de humanos ao invés de seguir os seus instintos: "Eu realmente acho que essa é a metáfora secreta dos meus vampiros. Não importa ao que você está preso na vida ou o que acha que tem que fazer; sempre pode escolher outra coisa. Há sempre um caminho diferente".
As epígrafes dos livros muitas vezes dão pistas sobre seu conteúdo e seus elementos temáticos também. As citações variam desde o livro bíblico de Gênesis até poemas como Fire and Ice de Robert Frost, e frases da poetisa norte-americana Edna St. Vincent Millay.
Meyer, uma Mórmon, reconhece que a sua fé tem influenciado seu trabalho. Ela disse que seus personagens "tendem a pensar mais sobre de onde vieram e para onde eles irão do que poderia ser típico". Meyer também orienta seu trabalho a partir de assuntos como sexo, apesar da natureza romântica dos livros. Ela declarou que não teve intenção consciente de seus romances serem influenciados pela crença Mórmon, ou de promover as virtudes da abstinência sexual e pureza espiritual, mas admite que sua escrita é modelada por seus valores, dizendo: "não acho que meus livros estão sendo realmente impressivos ou obscuros, por causa de quem eu sou. Sempre haverá muita luz em minha histórias".

## Outros livros

### A breve segunda vida de Bree Tanner
Em 30 de março de 2010, Meyer anunciou em sua página oficial que havia escrito um livro que descreve a história de uma das vampiras recém-criadas de Eclipse, Bree, intitulada A Breve Segunda Vida de Bree Tanner. Lançado em 5 de junho de 2010, a autora disponibilizou-o gratuitamente em sua página por um breve período; uma versão física paga também foi lançada, e parte do dinheiro arrecadado com suas vendas foi doado para a Cruz Vermelha americana.

### Twilight: The Graphic Novel - Volume 1
Twilight: The Graphic Novel - Volume 1 é uma graphic novel e a primeira parte da adaptação baseada no primeiro livro da série. Lançado em inglês no dia 16 de março de 2010 pela Yen Press, o livro teve sua concepção e processo de criação acompanhado de perto pela autora da série.

### The Twilight Saga: The Official Illustrated Guide
The Twilight Saga: The Official Illustrated Guide será o guia oficial da série Crepúsculo, e está atualmente sendo escrito por Meyer. A editora estadunidense anunciou, na Feira do Livro de Frankfurt, que seu lançamento está previsto para 12 de abril de 2011.

### Sol da meia-noite
Stephenie Meyer estava escrevendo um livro que contava a história do primeiro livro da série, Crepúsculo, do ponto de vista de Edward Cullen, chamado Sol da Meia-Noite (Midnight Sun, em inglês). Porém uma cópia ilegal com os doze primeiros capítulos do livro foi publicada ilegalmente na internet. Assim a autora publicou esses doze capítulos em seu site e parou de escrever o livro por tempo indeterminado.
Porém em 4 de maio de 2020, a autora anunciou o lançamento do livro para o dia 4 de agosto do mesmo ano, doze anos após o vazamento dos doze primeiros capítulos. No Brasil, o lançamento ocorre simultaneamente pela mesma editora dos outros livros.

## Adaptações cinematográficas
Twilight foi adaptado ao cinema pela Summit Entertainment e lançado nos Estados Unidos em novembro de 2008. O filme foi dirigido por Catherine Hardwicke e protagonizado por Kristen Stewart e Robert Pattinson no papel dos personagens Isabella Swan e Edward Cullen.
A Summit Entertainment é detentora dos direitos para adaptação da série, e nomeou a franquia cinematográfica como "The Twilight Saga" (br: A Saga Crepúsculo / pt: A Saga Twilight). Foi então confirmada a adaptação dos outros três livros da série "Twilight" para os cinemas:
New Moon foi dirigido por Chris Weitz e lançado em novembro de 2009, quebrando recordes de bilheteria para sessões de abertura à meia-noite. As locações do filme incluíram Vancouver, no Canadá, e Montepulciano, na Itália.
Eclipse, cuja direção é de David Slade, estreou no dia 30 de Junho de 2010 e foi o primeiro da saga a ser lançado em IMAX. Foi considerado por parte dos críticos como o melhor filme da série até então.
Em abril de 2010, o ganhador do Oscar Bill Condon foi oficialmente escolhido como diretor de Breaking Dawn, o último filme da franquia, que será apresentado em duas partes, sendo a primeira lançada em 18 de novembro de 2011 e a segunda em 16 de novembro de 2012.
Todos os filmes são roteirizados por Melissa Rosenberg. Juntos, os cinco filmes da franquia lançados somam em bilheteria US$ 3.310.298.527 .